# Skógafoss
Skógafoss – wodospad w południowej Islandii na rzece Skógá.
Wodospad położony jest na klifach dawnego wybrzeża. Osiąga wysokość 60 m i szerokość do 25 m. Ze względu na dużą ilość rozpylanej wody w słoneczne dni przy wodospadzie często powstaje tęcza.
Do wodospadu można dotrzeć drogą nr 1, znajduje się on koło miejscowości Skógar. Wodospad można oglądać zarówno od dołu, jak i od góry gdzie można dostać się po schodach.
Legenda
Według legendy Þrasi Þórólfsson, jeden z pierwszych wikingów osiadłych w tej okolicy, ukrył około roku 900 w jaskini za wodospadem skrzynię ze złotem. Wielu śmiałków szukało tego skarbu, po latach okoliczni mieszkańcy natrafić mieli w końcu na skrzynię, jednak gdy zaczęli ciągnąć za pierścień z jej boku, urwał się on, a skarb przepadł. Oderwany pierścień znalazcy przekazali do kościoła, jeden z eksponatów przechowywanych obecnie w lokalnym muzeum jest jakoby tym właśnie pierścieniem.
W kulturze popularnej
Wodospad Skógafoss pojawił się w filmie Thor: Mroczny świat wytwórni Marvel Studios.